# Cantone di Sainte-Foy-lès-Lyon
Il Cantone di Sainte-Foy-lès-Lyon era una divisione amministrativa dell'arrondissement di Lione.
È stato soppresso a seguito della riforma complessiva dei cantoni del 2014, che è entrata in vigore con le elezioni dipartimentali del 2015.
Comprendeva i comuni di:
- La Mulatière
- Sainte-Foy-lès-Lyon